# Бутурлино
Бутурлино́ (на руски: Бутурлино) е селище от градски тип, административен център на Бутурлински район, Нижегородска област, Русия.
Населението му през 2017 година е 6338 души.

## География

### Разположение
Бутурлино е разположено в централната част на Европейска Русия, на брега на река Пяна.

### Климат
Климатът на Бутурлино е умереноконтинентален (Dfb по Кьопен) с горещо и сравнително влажно лято и дълга студена зима.